# Jürgen Goldstein
Jürgen Goldstein (* 13. Oktober 1962 in Beckum) ist ein deutscher Philosoph.

## Leben
Goldstein studierte von 1984 bis 1991 Philosophie, Soziologie und katholische Theologie an der Universität Münster, wo er von 1987 bis 1991 als studentische Hilfskraft am Philosophischen Seminar bei Manfred Sommer und Karl-Heinz Gerschmann angestellt war.  
Von 1991 bis 1992 erhielt er ein Promotionsstipendium der Graduiertenförderung der Universität Münster. Von 1992 bis 1994 folgte ein Promotionsstipendium der Studienstiftung des deutschen Volkes. Die Promotion erfolgte 1996 mit einer von Johann Baptist Metz betreuten Dissertation über Nominalismus und Moderne. Zur Konstitution neuzeitlicher Subjektivität bei Hans Blumenberg und Wilhelm von Ockham.
Von 2000 bis 2003 erhielt er ein Habilitationsstipendium der DFG. Die Habilitation erfolgte 2005 an der Philosophischen Fakultät der Universität Bonn mit einer von Wolfram Hogrebe betreuten Arbeit über Kontingenz und Rationalität bei Descartes. Eine Studie zur Genese des Cartesianismus. Von 2000 bis 2006 hatte er einen kontinuierlichen Lehrauftrag für Philosophie am Philosophischen Seminar der Universität Koblenz-Landau (Abteilung Koblenz) inne. 
Von Oktober 2009 bis Juli 2010 hatte Goldstein ein Research Fellowship am Forschungsinstitut für Philosophie Hannover (Projekt: Vernünftiger Pluralismus) inne. 2010 wurde er Professor für Philosophie an der Universität Koblenz-Landau (Campus Landau). 2015 erfolgte die Umsetzung auf den Lehrstuhl für Philosophie an der Universität Koblenz-Landau, Campus Koblenz. Von April bis Juli 2020 war er Senior Fellow an der Universität Hamburg im Rahmen des DFG-Kollegs „Imaginarien der Kraft“.

## Auszeichnungen
Für sein Buch Georg Forster. Zwischen Freiheit und Naturgewalt wurde Goldstein 2015 mit dem Gleim-Literaturpreis und 2016 mit dem Preis der Leipziger Buchmesse in der Kategorie Sachbuch/Essayistik ausgezeichnet. Sein Buch Blau. Eine Wunderkammer seiner Bedeutungen war 2017 für den Bayerischen Buchpreis in der Kategorie Sachbuch nominiert.
2018 erhielt Goldstein den Preis für langjährige Verdienste in der Lehre von der Hochschuldidaktischen Arbeitsstelle der Universität Koblenz-Landau verliehen.

## Schriften (Auswahl)
- Nominalismus und Moderne. Zur Konstitution neuzeitlicher Subjektivität bei Hans Blumenberg und Wilhelm von Ockham. Alber Verlag, München 1998, ISBN 3-495-47863-9.
- Kontingenz und Rationalität bei Descartes. Eine Studie zur Genese des Cartesianismus. Meiner Verlag, Hamburg 2007, ISBN 3-7873-1836-4.
- Perspektiven des politischen Denkens. Sechs Portraits. Velbrück, Weilerswist 2012, ISBN 978-3-942393-30-0.
- Die Entdeckung der Natur. Etappen einer Erfahrungsgeschichte. Matthes & Seitz, Berlin 2013, ISBN 978-3-88221-992-0.
- Georg Forster. Zwischen Freiheit und Naturgewalt. Matthes & Seitz, Berlin 2015, ISBN 978-3-95757-090-1 (3. Auflage 2016).
- Blau. Eine Wunderkammer seiner Bedeutungen. Matthes & Seitz, Berlin 2017, ISBN 978-3-95757-383-4 (2. Auflage 2017)
- Naturerscheinungen. Die Sprachlandschaften des Nature Writing. Matthes & Seitz, Berlin 2019, ISBN 978-3-95757-798-6.
- Hans Blumenberg. Ein philosophisches Portrait. Matthes & Seitz, Berlin 2020, ISBN 978-3-95757-758-0.
- Vernünftiger Pluralismus. Die Zukunft unserer politischen Vergangenheit (Perspektiven der Moderne II). Matthes & Seitz, Berlin 2024, ISBN 978-3-7518-3004-1
- Nick Drake. Eine Annäherung. Matthes & Seitz, Berlin 2025, ISBN 978-3-7518-2043-1
- Menschlichkeit. Vom Plan der Humanisierung der Welt (Perspektiven der Moderne I). Matthes & Seitz, Berlin 2025, ISBN 978-3-7518-0571-1

## Belege
1. ↑  http://www.rppd-rlp.de/pk06290
2. ↑  Kurzbiografie und Rezensionen zu Werken von Jürgen Goldstein bei Perlentaucher

| Personendaten    | Personendaten       |
| ---------------- | ------------------- |
| NAME             | Goldstein, Jürgen   |
| KURZBESCHREIBUNG | deutscher Philosoph |
| GEBURTSDATUM     | 13. Oktober 1962    |
| GEBURTSORT       | Beckum              |